# Вакуленко, Сергей Николаевич
Серге́й Никола́евич Ваку́ленко (укр. Сергій Миколайович Вакуленко; 7 сентября 1993 года) — украинский футболист, защитник.

## Игровая карьера
Воспитанник УФК (Харьков) и донецкого «Шахтёра». После выпуска из академии «горняков» выступал за их молодёжную (2009—2014, 68 игр, 12 голов) и юношескую (2012—2013, 2 игры) команды, а также за «Шахтёр-3» (2010—2011, 27 игр, 5 голов).
31 декабря 2014 года главный тренер мариупольского «Ильичёвца» Николай Павлов в телефонном разговоре предложил Вакуленко поработать под его руководством. Желая выступать в команде Премьер-лиги, футболист поехал на сбор с мариупольцами, после чего заключил с этой командой контракт. В высшем дивизионе Вакуленко дебютировал 27 февраля 2015 года в выездной игре против одесского «Черноморца». В новой команде Вакуленко начинал свои выступления на позиции полузащитника, но со временем был переведён в защиту, где стал ведущим центрбеком. До конца сезона футболист без замен отыграл за «Ильичёвец» 11 матчей в Премьер-лиге. В летнее межсезонье его команду после вылета в первую лигу возглавил Валерий Кривенцов. «Ильичёвец» пополнился рядом новых футболистов, после чего 21-летний Вакуленко стал лидером обновлённого коллектива.
Впоследствии выступал в высшей лиге за «Олимпик» (Донецк), «Арсенал» (Киев), «Карпаты» (Львов).
В начале 2020 года перешёл в армянский клуб «Арарат-Армения».

## Международная карьера
С 2008 года регулярно привлекался в юношеские сборные. В январе 2014 года Вакуленко в составе молодёжной сборной под руководством Сергея Ковальца выступал на Кубке Содружества, где сыграл 6 матчей и завоевал золотые медали. В августе входил в расширенный список кандидатов на игры отбора Евро-2015 (до 21 года) с командами Швейцарии и Лихтенштейна.